# التنمر في المهن القانونية
التنمر في المهن القانونية (Bullying in the legal profession) يُعتقد أن التنمر في المهن القانونية أكثر شيوعًا منه في بعض المهن الأخرى. ويعتقد أن التسلسل والتقاليد الهرمية ساهمت في ذلك. وتعد النساء والمتدربون والمحامون الذين تأهلوا لخمس سنوات أو أقل الأكثر تأثراً، وكذلك الأمر بالنسبة لمحامي الأقليات الإثنية والمثليين ومزدوجي الميل الجنسي والمتحولين جنسيًا.
في دراسة أجراها مجلس القانون الأسترالي (LCA) أفادت نصف المحاميات ورجل من أصل ثلاث شاركوا بأنهم تعرضوا للترهيب أو التنمر في مكان العمل. وقد وجد المجلس أن النساء يواجهن مستويات كبيرة من التمييز، حيث أشارت إحدى الشخصيات الرئيسية في الدراسة إلى أن مهنة المحاماة هي "نادي الرجال الوحيد".